# Kobyłeccy herbu Godziemba

Godziemba herb Kobyłeckich

Kobyłeccy – ród szlachecki herbu Godziemba wywodzący się z Kobyłek i Małych Kobyłek w ziemi piotrkowskiej.
Marcin Kobyłecki, zmarły i pochowany w Piotrkowie w 1631 był dworzaninem księcia Ostrogskiego.
W połowie XVII w. współwłaścicielem Wielkich Kobyłek był Sebastian Kobyłecki. Franciszek był podczaszym mielnickim, sędzią generalnym wojskowym i rotmistrzem królewskim.
Z powodu dużej liczebności rodu, jego przedstawiciele używali oprócz nazwiska rozmaitych przydomków. Od żyjącego w XV w. Jana wywodzili się Miedziankowie, a od jego zięcia Szymona - Szymankowie. Od Marcina Kobyłeckiego, zięcia Piotra  (syna Jakuba, syna Jana Miedzianka) początek wzięli Świerczowie. Inne linie używały przydomków: Kisiel, Mikul, Chabrzyk, Chmiel, Wilk.
W połowie XIX w. ze szlachectwa wylegitymowali się Stanisław, Wincenty, Rafał, Szymon, Emilian, Feliks, Jan i Józef Kobyłeccy.